# دارين هوكينز
دارين هوكينز (بالإنجليزية: Darren Hawkins)‏ هو عالم سياسة أمريكي، ولد في 15 أبريل 1966.